# Sachiko Kashiwaba
Œuvres principales
Kirino mukono fushigina machi (litt. « Le mystérieux village voilé dans la brume »)
Chikashitsu kara no fushigi na tabi (litt. « L'Étrange Voyage depuis la cave »)
Sachiko Kashiwaba (柏葉 幸子, Kashiwaba Sachiko, née le 9 juin 1953 à Miyako au Japon) est une écrivaine pour la jeunesse japonaise principalement connue pour ses romans et ses contes. Elle a remporté plusieurs prix littéraires pour son œuvre. Deux de ses livres ont inspiré des films d'animation japonais.

## Biographie
Sachiko Kashiwaba est née le 9 juin 1953 à Miyako, dans la préfecture d'Iwate, au Japon. Elle grandit dans la ville voisine de Hanamaki. Elle vit actuellement à Morioka.
L'un des premiers livres qui permet à Sachiko Kashiwaba de se faire connaître est son roman pour la jeunesse Kirino mukono fushigina machi (litt. « Le mystérieux village voilé dans la brume » publié sous le nom de La Cité des brumes oubliées), où une jeune fille timide parvient jusque dans un mystérieux établissement de bains dirigé par une vieille femme acariâtre qui retient prisonniers tous ceux qui s'aventurent chez elle et les oblige à travailler pour elle. Le roman a été traduit en anglais et en italien.
Dans le roman Tsuzuki no toshokan (litt. « La Bibliothèque de Qu'arrive-t-il-ensuite »), plusieurs personnages de romans pour enfants se demandent ce qui est arrivé aux lecteurs qui les ont aimés et décident de sortir des livres pour essayer de les retrouver.

## Œuvres (liste partielle)

### Livres
- (1975) : Kirino mukono fushigina machi (litt. « Le mystérieux village voilé dans la brume »), traduit en français sous le titre La Cité des brumes oubliées (2021)
- 1988 : Chikashitsu kara no fushigi na tabi (litt. « L'Étrange Voyage depuis la cave »), traduit en français sous le titre Wonderland le royaume des pluies éternelles (2024)
- Kaitō dochidochi yuki no yoru no purezento
- Kakurega wa sora no ue
- Kurōsagi ōkoku tobu kyabetsu no himitsu
- Majo moti
- Mirakuru famirī
- Purira no yume no tane
- Rani to maho no tsue
- Ringobatake no tokubetsu ressha
- Warai neko no 5-funkan kaidan (笑い猫の5分間怪談?, litt. « Les Histoires effrayantes en 5 minutes du chat rieur »)
- (2010 ?) Tsuzuki no toshokan (litt. « La Bibliothèque de Qu'arrive-t-il-ensuite »)
- 2015 : House of Trust (litt. « La Maison de la confiance »), nouvelle dans l'anthologie Tomo: Friendship Through Fiction—An Anthology of Japan Teen Stories dirigée par Holly Thompson (anthologie pour adolescents compilée pour aider les jeunes survivants du séisme de 2011 de la côte Pacifique du Tōhoku)[3].

### Fiction radiophonique
- Kaze machi misaki (litt. « Le Cap où l'on attend le vent »), histoire pour enfants à propos du séisme de 2011 de la côte Pacifique du Tōhoku, diffusée sur NHK World/Radio Japan en mars 2016[4].

## Distinctions
- 1974 : prix Kōdansha des nouveaux écrivains de littérature de jeunesse, pour Kirino mukono fushigina machi (litt. « Le mystérieux village voilé dans la brume »)[5].
- JAWC New Talent Award, pour Kirino mukono fushigina machi (litt. « Le mystérieux village voilé dans la brume »)[5]
- 2007 : Sankei Children's Book Award Grand Prize, pour Botan-san no fushigi na mainichi (litt. « Les merveilleuses journées de Mme Peony »)
- 2010 : Shogakukan Children's Publication Culture Award, pour Tsuzuki no toshokan (La Bibliothèque de Qu'arrive-t-il-ensuite), initialement publié en ligne sur le site de l'éditeur Kodanshan[2].

## Postérité au cinéma
Vers l'an 2000, le réalisateur japonais Hayao Miyazaki s'intéresse au roman Kirino mukono fushigina machi (Le mystérieux village voilé dans la brume) de Sachiko Kashiwaba. Il en écrit un projet d'adaptation en long-métrage d'animation, mais ce projet est refusé, de même qu'un second projet fondé sur une idée originale. Un troisième projet voit finalement le jour sous la forme du film d'animation Le Voyage de Chihiro. Bien que l'histoire et l'héroïne soient différentes, le film garde l'empreinte de l'influence du roman, notamment dans le lieu de l'action, un onsen (maison de bain traditionnelle japonaise) et dans le mystère qui entoure l'endroit, ainsi que dans le personnage de vieille femme irascible qui a influencé la sorcière Yubaba dans le film.
En 2019, le réalisateur japonais Keiichi Hara réalise une adaptation de son roman Chikashitsu kara no fushigi na tabi (litt. « L'Étrange Voyage depuis la cave ») sous la forme d'un film d'animation, Birthday Wonderland.